# Maison de Berkeley
La famille Berkeley appartient à la grande noblesse britannique, dont le plus ancien titre de noblesse héréditaire, baron Berkeley, existe toujours dans la pairie d'Angleterre.

## Historique

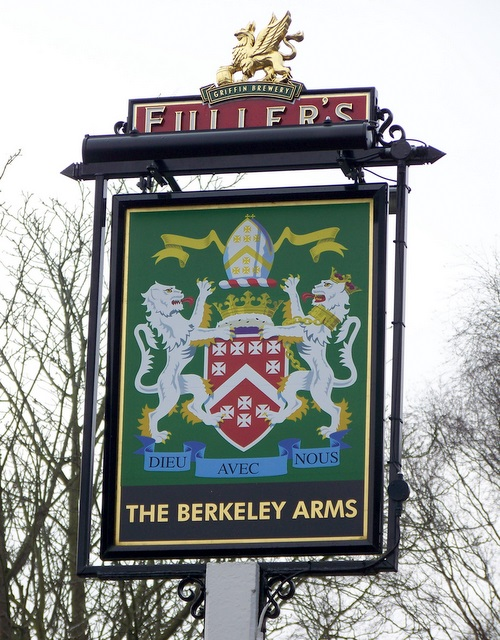
Signe du « Berkeley Arms » près des domaines ancestrales

De nos jours le titulaire est à la fois baron héréditaire par mandat dans la pairie d'Angleterre et baron Gueterbock à vie dans la pairie du Royaume-Uni (depuis 2000).

## Branches principales et titres des Berkeley
Les descendants de cette grande famille comprennent :
- Baronnet : Berkeley - cr. 1611 et 1690[1]
- Baron : Berkeley - cr. 1295, recr. 1421[2]
- Vicomte : Fitzhardinge - cr. 1663[3]
- Comte : Berkeley - cr. 1679[4]
- Marquis : Berkeley - cr. 1488[5].

## Barons Berkeley

### Première création (1295)
- Thomas de Berkeley (1er baron Berkeley) († 1321)
- Maurice de Berkeley (2e baron Berkeley) († 1326)
- Thomas de Berkeley (3e baron Berkeley) († 1361)
- Maurice de Berkeley (4e baron Berkeley) († 1368)
- Thomas de Berkeley (5e baron Berkeley) (en) († 1417)
- Elizabeth, comtesse de Warwick (6e baronne Berkeley) (en) († 1422 ; titre de baron abéant à sa mort)

### Deuxième création (1421)
- James, 1er baron Berkeley (v. 1394 † 1463)
- William Berkeley (en) (1426 † 1492), avancé vicomte (1481), comte de Nottingham (1483), promu marquis (1489) ; éteints à sa mort sine prole mascula
- Maurice Berkeley (3e baron Berkeley) (1435 † 1506)
- Maurice Berkeley, 4e baron Berkeley (1467 † 1523)
- Thomas Berkeley, 5e baron Berkeley (en) (1472 † 1532)
- Thomas, 6e baron Berkeley (1505 † 1534)
- Henry Berkeley (7e baron Berkeley) (1534 † 1613)
- George Berkeley (8e baron Berkeley) (1601 † 1658)
- George Berkeley (1628 † 1698), élevé en 1679, comte de Berkeley
- Charles Berkeley, 2e comte de Berkeley (1649 † 1710)
- James, 3e comte de Berkeley (1680 † 1736)
- Augustus Berkeley, 4e comte de Berkeley (1715 † 1755)
- Frederick Berkeley, 5e comte de Berkeley (en) (1745 † 1810)
  - William Berkeley (1er comte FitzHardinge) (1786 † 1857)
- FitzHardinge, 14e baron et 6e comte de Berkeley (1796 † 1882)
  - Lennox, 7e comte de Berkeley (1827 † 1888)
  - Randal, 8e comte de Berkeley (1865 † 1942 ; titre de comte en dormance à sa mort)
- Louisa Milman, 15e baronne Berkeley (1840 † 1899)
- Eva Foley 16e baronne Berkeley (1875 † 1964 ; titre de baron abéant à sa mort)
- Mary Foley-Berkeley, 17e baronne Berkeley (1905 † 1992 ; suc. 1967)
- Anthony Gueterbock, 18e baron Berkeley (né 1939), recréé 2000, baron Gueterbock à vie,
  - L'hon. Thomas Gueterbock (né 1969), l'héritier apparent au baron Berkeley.

## Héraldique
| Élément                         | Blasonnement des barons Berkeley (cr. aussi, en 2000, baron Gueterbock à vie) | Image |
| ------------------------------- | --- | ----- |
| Timbre                          | La couronne de baron britannique. |       |
| Blason                          | Écartelé, au 1er d'argent au mur crénelé de gueules, porté d'or, surmonté d'un chevalier tenant l'épée au dextrochère du même de Güterbock, au 2e de Foley, au 3e de Milman, au 4e de Berkeley. |       |
| Cimier                          | Un mitre épiscopal aux armes de l'écu bordé et lié d'or |       |
| Supports                        | Deux lions d'argent colletés et enchaînés d'or celui à sénestre couronné de gueules |       |
| Insigne chevaleresque et devise | Insigne : des OBE (du 18e baron) |       |
| Insigne chevaleresque et devise | Devise : « Dieu Avec Nous » |       |